# 13412 Guerrieri
13412 Guerrieri eller 1999 UJ8 är en asteroid i huvudbältet som upptäcktes den 29 oktober 1999 av Catalina Sky Survey projektet. Den är uppkallad efter Mary Guerrieri.
Asteroiden har en diameter på ungefär 4 kilometer och den tillhör asteroidgruppen Koronis.